# Humban-haltash Ier
Humban-haltash Ier est un roi élamite qui aurait régné de 688 à 681 av. J.-C. 
Selon la Chronique babylonienne, Humban-nimena III a été remplacé sur le trône par Humban-haltash Ier. Son règne se déroule à une époque relativement calme où « il n'y a pas de roi à Babylone » , c'est-à-dire après la destruction de Babylone lorsque, pendant huit ans, Sennachérib se contenta de laisser la terre « languir » . 
Humban-haltash Ier « a été pris de fièvre et est mort de maladie ». 
Son fils Humban-haltash II lui succède.